# Minjan
| Židé a judaismus |
| Židé • Judaismus • Kdo je Žid |
| Ortodoxní • Konzervativní (Masorti) Progresivní (Reformní - Liberální) • Ultraortodoxní Samaritáni • Falašové • Karaité                                                                                            |
| Etnické skupiny a jazyky |
| Aškenázové • Sefardové • Mizrachim Hebrejština • Jidiš • Ladino • Ge'ez • Buchori |
| Populace (vývoj) |
| Evropa • Amerika • Asie • Afrika • Austrálie |
| Náboženství |
| Bůh • Principy víry • Boží jména 613 micvot • Halacha • Noachidské zákony Mesiáš • Eschatologie |
| Židovské myšlení, filosofie a etika |
| Židovská filosofie Cdaka • Musar • Vyvolenost Chasidismus • Kabala • Haskala |
| Náboženské texty |
| Tóra • Tanach • Mišna • Talmud • Midraš Tosefta • Mišne Tora • Šulchan aruch Sidur • Machzor • Pijut • Zohar |
| Životní cyklus, tradice a zvyky |
| Obřízka • Pidjon ha-ben • Simchat bat • Bar micva Šiduch • Svatba • Ketuba • Rozvod (Get) • Pohřeb Kašrut • Židovský kalendář • Židovské svátky Talit • Tfilin • Cicit • Kipa Mezuza • Menora • Šofar • Sefer Tora |
| Významné postavy židovství |
| Abrahám • Izák • Jákob • Mojžíš Šalomoun • David • Elijáš • Áron Maimonides • Nachmanides • Raši Ba'al Šem Tov • Ga'on z Vilna • Maharal                                                                           |
| Náboženské budovy a instituce |
| Chrám • Synagoga • Ješiva • Bejt midraš Rabín • Chazan • Dajan • Ga'on Kohen (kněz) • Mašgiach • Gabaj • Šochet Mohel • Bejt din • Roš ješiva                                                                      |
| Židovská liturgie |
| Šema • Amida • Kadiš Minhag • Minjan • Nosach Šacharit • Mincha • Ma'ariv • Musaf |
| Dějiny Židů |
| starověk • středověk • novověk |
| Blízká témata |
| Antisemitismus • Gój • Holocaust • Izrael Filosemitismus • Sionismus Abrahámovská náboženství |
| z • d • e |

Minjan (počet, hebrejsky מניין‎ od slova מונה‎ mone, počítat) je společenství deseti dospělých židovských mužů (starších věku bar micva). Jedná se o minimální počet, bez něhož se nesmí konat žádná veřejná pobožnost. Toto opatření má uchránit židovské společenství před individualismem a zánikem. Zároveň židé věří, že v takovémto shromáždění přebývá šechina (Boží přítomnost).

## Biblický původ minjanu
Počet desíti lidí jako minimum byl stanoven na základě biblických veršů, ve kterých se vyskytuje slovo eda, tj. obec, pospolitost, společenství. Řada obětí a činností má být podle Tóry vykonávána v přítomnosti obce. Rabíni se snažili zjistit, jaký je minimální počet lidí pro to, aby byli nazváni edou.
Jedna z možných odpovědí je v Mišně:
| „               | Odkud Židé vědí, že eda je deset (lidí)? Protože je řečeno: Nu 14, 27: Jak dlouho mám snášet tuto zlou pospolitost… (což je verš, který se vztahuje ke dvanácti zvědům, které do Kenaánu poslal Mojžíš) bez Jehošu'y a Kaleva (což je deset). | “ |
| — Sanhedrin 1:6 | |   |

Rovněž Rút 4, 2 hovoří o deseti mužích, kteří mají právo rozhodovat ohledně soudu.

## Minjan a ženy
Reformní a většinou i konzervativní židé do minjanu započítávají i dospělé ženy (tj. ženy a dívky, starší věku bat micva, tedy starší 12 let), ortodoxní židé však většinou tuto praxi odmítají. Takovému minjanu se říká egalitariánský.